# سيلينة خضراء الأزهار
السيلينة خضراء الأزهار أو السيلين البوري (باللاتينية: Silene viridiflora) نوع نباتي يتبع جنس السيلينة من الفصيلة القرنفلية.

## الموئل والانتشار
موطنها المشرق العربي ومعظم مناطق أوروبا.

## مرادفات للاسم العلمي
- (باللاتينية: Silene amana Boiss.)
- (باللاتينية: Silene lesbiaca P. Candargy)